# Rembieszów-Kolonia
Rembieszów-Kolonia [pronunciación en polaco: /rɛmˈbjɛʂuf kɔˈlɔɲa/] es un pueblo ubicado en el distrito administrativo de Gmina Zapolice, dentro del Condado de Zduńska Wola, Voivodato de Łódź, en Polonia central. Se encuentra aproximadamente a 4 kilómetros al sureste de Zapolice, a 11 kilómetros al sur de Zduńska Wola, y a 49 kilómetros al suroeste de la capital regional Łódź.